# 龙丰站 (朝鲜)
龙丰站（韓語：룡풍역）是朝鮮民主主義人民共和國平安北道龟城市龙丰里的一個鐵路車站，属于青年八院线。

## 邻近车站
青年八院线
山城站 - 龙丰站 - 鱼尾岘站